# Всесоюзное промышленное объединение
Всесоюзное промышленное объединение — единый производственно-хозяйственный комплекс, состоящий из промышленных предприятий, научно-исследовательских, конструкторских, проектно-конструкторских, технологических организаций и других предприятий и организаций какого-либо министерства. В состав всесоюзного или республиканского промышленного объединения могут входить производственные объединения и комбинаты.

## Структура управления
Аппарат министерства в СССР состоял из отраслевых подразделений, которые, в свою очередь, управляли подведомственными предприятиями через посредство всесоюзных и республиканских промышленных объединений. Данная схема управления называлась трехуровневой и объединяло три уровня управления: общесоюзное или союзно-республиканское министерство (ведомство) СССР — всесоюзное промышленное объединение — производственное объединение (комбинат) или предприятие. В зависимости от масштабов отрасли кроме трехуровневой применялись как двух, так и четырехуровневые системы управления, причем в первой было опущено деление на ВПО, а во второй добавлено обязательное деление на республиканские ведомства и подведомственные им республиканские ПО. Наращивание уровней свыше четвертого было признано неэффективным.
В целом, в условиях командно-административной экономики отраслевая структура управления, составной частью которой являлись всесоюзные и республиканские производственные объединения оценивается негативно, в отличие от территориальной структуры, состоявшей из территориально-промышленных комплексов. Причина заключается в том, что хотя отраслевой принцип и позволял проводить единую промышленную политику, он приводил к многочисленным перекосам на местах. Предпринимались многочисленные попытки объединить отраслевой и территориальный принципы управления, как на уровне государственного планирования, так и посредством двойного подчинения предприятий отраслевым ведомствам и территориальным органам управления.

## Список ВПО во времена СССР
- Всесоюзное геологическое объединение (Союзуглегеология);
- Всесоюзное объединение азотной промышленности (Союзазот), г. Москва
- Всесоюзное объединение основной химической промышленности (Союзосновхим), г. Москва
- Всесоюзное объединение горно-химической промышленности (Союзгорхимпром), г. Москва
- Всесоюзное объединение по шахтному строительству (Союзшахтострой);
- Всесоюзное объединение шахтного проектирования (Союзшахтопроект);
- Всесоюзное объединение калийной промышленности (Союзкалий), г. Москва
- Всесоюзное объединение фосфорной промышленности (Союзфосфор), г. Алма-Ата
- Всесоюзное объединение промышленности химических средств защиты растений (Союзхимзащита), г. Москва
- Всесоюзное объединение по специализированному обслуживанию энергомеханического оборудования угольных предприятий (Союзэнергоуголь).
- Всесоюзное промышленное объединение по производству серы (Союзсера), г. Киев
- Всесоюзное промышленное объединение по изготовлению оборудования и ремонту сооружений (Союзремоборудование), г. Москва
- Всесоюзное промышленное объединение искусственных кож и пленочных материалов (Союзпромискож)
- Всесоюзное промышленное меховое объединение (Союзмехпром)
- Всесоюзное промышленное объединение по производству технологической оснастки и технических изделий для легкой промышленности (Союзлегпромтехоснастка)
- Всесоюзное промышленное объединение по ремонту флота (Ремрыбфлот), г. Москва;
- Всесоюзное промышленное объединение сетеснастного хозяйства (Союзсетеснасть), г. Москва;
- Всесоюзное промышленное объединение по переработке рыбы и сбыту рыбной продукции (Союзрыбпромсбыт), г. Москва.
- Всесоюзное промышленное объединения по производству геолого-разведочной техники (Союзгеотехника);
- Всесоюзное промышленное объединение по разведке месторождений, добыче и переработке пьезооптического и камнесамоцветного сырья (Союзкварцсамоцветы);
- Всесоюзное геолого-разведочное объединение (Союзгеологоразведка).
- Всесоюзное промышленное объединение по добыче газа в Тюменской области (Тюменгазпром), г. Тюмень;
- Всесоюзное промышленное объединение по добыче газа в Украинской ССР (Укргазпром), г. Киев;
- Всесоюзное промышленное объединение по добыче газа в Узбекской ССР (Узбекгазпром), г. Бухара;
- Всесоюзное промышленное объединение по добыче газа в Туркменской ССР (Туркменгазпром), г. Ашхабад;
- Всесоюзное промышленное объединение по добыче газа в Коми АССР (Комигазпром), г. Ухта;
- Всесоюзное промышленное объединение по добыче газа в Оренбургской области (Оренбурггазпром), г. Оренбург;
- Всесоюзное промышленное объединение по добыче газа в Ставропольском крае (Ставропольгазпром), г. Ставрополь;
- Всесоюзное промышленное объединение по добыче газа в Краснодарском крае (Кубаньгазпром), г. Краснодар;
- Всесоюзное промышленное объединение подземного хранения газа (Союзподземгаз), г. Щелково Московской области;
- Всесоюзное промышленное объединение по газификации и обеспечению сжиженным газом народного хозяйства (Союзгазификация), г. Москва;
- Всесоюзное промышленное объединение по выпуску газовой аппаратуры (Союзгазмашаппарат), г. Москва;
- Всесоюзное промышленное объединение по изготовлению запасных частей и капитальному ремонту технологического оборудования (Союзгазмашремонт), г. Москва;
- Всесоюзное промышленное объединение по ремонту оборудования (Союзнефтемашремонт), г. Москва;
- Всесоюзное промышленное объединение по переработке нефтяного газа (Союзнефтегазпереработка), г. Москва;
- Всесоюзное промышленное объединение по производству специальных материалов для бурения и добычи нефти (Союзнефтеспецматериалы), г. Москва;
- Всесоюзное промышленное объединение по производству парфюмерно-косметических изделий, синтетических душистых веществ и эфирных масел (Союзпарфюмерпром);
- Всесоюзное промышленное объединение по производству маргариновой продукции (Союзмаргаринпром);
- Всесоюзное промышленное объединение по производству тары (Союзпищетара);
- Всесоюзное промышленное объединение по добыче угля в Кузнецком бассейне (Кемерово)
- Всесоюзное производственное объединение «Зарубежнефтегазстрой»
- Всесоюзное производственно-техническое объединение по техническому обслуживанию и ремонту вычислительной техники
- Всесоюзное производственное объединение тракторного машиностроения Союзпромтрактор
- Всесоюзное рыбопромышленное объединение Дальневосточного бассейна (Дальрыба), г. Владивосток;
- Всесоюзное рыбопромышленное объединение Северного бассейна (Севрыба), г. Мурманск;
- Всесоюзное рыбопромышленное объединение Западного бассейна (Запрыба), г. Рига;
- Всесоюзное рыбопромышленное объединение Азово-Черноморского бассейна (Азчеррыба), г. Севастополь;
- Всесоюзное рыбопромышленное объединение Каспийского бассейна (Каспрыба), г. Астрахань;
- Всесоюзное управление военизированных горноспасательных частей;